# Šerkovice
Šerkovice (in tedesco Scherkowitz) è un comune della Repubblica Ceca facente parte del distretto di Brno-venkov, in Moravia Meridionale.